# Xiaomi Mi Band 2
Xiaomi Mi Band 2 — фітнес-трекер розроблений компанією Xiaomi. Xiaomi Mi Band 2 був представлений компанією  7 червня 2016. Продаж в Україні розпочався у середині червня 2016 року зі стартовою ціною 1333 грн.
На відміну від свого попередника, Xiaomi Mi Band 1S поставляється з екраном OLED та сенсорною кнопкою.
У вересні 2017 року Xiaomi випустила ультра бюджетний варіант Mi Band 2 під назвою "Mi Band - HRX Edition", який відрізняється від оригіналу відсутністю датчика серцевого ритму. 
Mi Band 2 продається в коробці із переробленого картону, як і Mi Band 1S. Відрізнити другу версію можна по цифрі "2".

## Технічні характеристики

### Загальні
- Бренд: Xiaomi;
- Версія Bluetooth: V4.0/4.2 BLE;
- Рівень водонепроникності: IP67 (не рекомендується занурення у морську воду)[5];
- Колір: чорний;
- Діапазон робочої температури: -20С до 70С
- Сумісність:  Android 4.4+ / iOS 7.0
- Мова: Англійська/Китайська;
- Загальна довжина: 235 мм;
- Можлива довжина: 155-210 мм;
- Розмір продукту: 40,3 x 15,7 x 10,5 мм (розмір основного модуля);
- Розміри ремінця: 235 x 15 мм (загальні розміри ремінця), 155-210 мм довжина кола ремінця.
- Вага капсули: 7 г; загальна вага 19 г.[6]

### Функції
- шагомір, пульсометр;
- нагадування про необхідність активності;
- сповіщення про дзвінки та повідомлення;
- захист від попадання води (окрім морської води);
- трекер сну[7].

### Датчики
- Акселерометр
- Оптичний монітор серцевого ритму
- Вібраційний двигун

### Дисплей
- Дисплей: 0.42 дюйма монохромний  OLED;
- Кнопка: сенсорна[8].

### Батарея
- Тип батареї: літій-полімерний акумулятор;
- Місткість акумулятора: 70 mAh;
- Час роботи від батареї: 20 днів;
- Вхідний струм: 45 mA (TYP), 65 mA (MAX);
- Вхідна напруга: DC 5V;
- Час заряджання: 2 години[9].

### Матеріали
- Матеріал переднього дисплея: полікарбонат Makrolon;
- Матеріал корпусу: термопластичний еластомер TPSiV;
- Матеріал ремінця: термопластичний еластомер;
- Матеріал застібки: алюмінієвий сплав.

### Комплектація
Трекер, ремінець чорного кольору, USB зарядний пристрій, інструкція. 